# Ангольско-индонезийские отношения
Ангольско-индонезийские отношения — двусторонние дипломатические отношения между Анголой и Индонезией. Государства являются членами Организации Объединённых Наций, Всемирной торговой организации (ВТО), «Группы 77» и Движения неприсоединения.

## История
В 2001 году между государствами были установлены официальные дипломатические отношения. Ангола и Индонезия ранее были колониями европейских держав и имеют опыт борьбы за независимость. Государства являются частью Движения неприсоединения и поддерживают друг друга на международных форумах. Индонезия поддерживала борьбу Анголы против режима апартеида в Южно-Африканской Республике (ЮАР) и её территориальную целостность против сепаратистских движений. Ангола признавала суверенитет Индонезии над Восточным Тимором и её территориальные претензии в Южно-Китайском море.
8 декабря 2023 года чрезвычайный и полномочный посол Республики Ангола в Индонезии Флоренсиу Мариану да Консейсау и Алмейду вручил свои верительные грамоты президенту Джоко Видодо.

## Экономические отношения
Ангола является третьим по величине торговым партнёром Индонезии в странах Африки к югу от Сахары после ЮАР и Нигерии. В 2016 году объём товарооборота между государствами достиг суммы 290 миллионов долларов США. Экспорт Индонезии в Анголу: пальмовое масло, маргарин, электроника, текстиль, мебель, перчатки, спички и бумага. Экспорт Анголы в Индонезию: сырая нефть. С 2015 года объём товарооборота снизился на 62 % из-за глобального экономического спада и падения цен на нефть. Индонезия предложила преференциальное торговое соглашение с Анголой для стимулирования торговли и инвестиций.
Индонезия и Ангола также изучили возможности сотрудничества в различных секторах, таких как: сжиженный природный газ, стратегическая промышленность, агропромышленность, наращивание экономического потенциала и техническая помощь. Индонезия предложила свои знания и опыт в выращивании и переработке пальмового масла, а также продукцию и услуги своих государственных предприятий, такие как: железнодорожные вагоны от INKA, оружие от Pindad и аэрокосмическую продукцию от Dirgantara Indonesia.

## Дипломатические представительства
- Ангола имеет посольство в Джакарте с августа 2023 года[6].
- Интересы Индонезии в Анголе представлены через посольство в Виндхуке, Намибия[4].